# Municipio de Norfolk
El municipio de Norfolk (en inglés: Norfolk Township) es un municipio ubicado en el condado de Renville en el estado estadounidense de Minnesota. En el año 2010 tenía una población de 161 habitantes y una densidad poblacional de 1,74 personas por km².

## Geografía
El municipio de Norfolk se encuentra ubicado en las coordenadas 44°40′23″N 94°56′5″O / 44.67306, -94.93472. Según la Oficina del Censo de los Estados Unidos, el municipio tiene una superficie total de 92.41 km², de la cual 92,41 km² corresponden a tierra firme y (0 %) 0 km² es agua.

## Demografía
Según el censo de 2010, había 161 personas residiendo en el municipio de Norfolk. La densidad de población era de 1,74 hab./km². De los 161 habitantes, el municipio de Norfolk estaba compuesto por el 95,03 % blancos, el 4,35 % eran de otras razas y el 0,62 % eran de una mezcla de razas. Del total de la población el 8,07 % eran hispanos o latinos de cualquier raza.